# Zavtra
Zavtra (ryska: Завтра, "Morgondagen") är en rysk veckotidning. Tidningen grundades 1993 av Aleksandr Prochanov, som sedan grundandet också är tidningens chefredaktör. Tidningen har beskrivits som ultranationalistisk och högerextrem.
Zavtra har sitt ursprung i tidningen Den ("Dag") som grundades av Aleksandr Prochanov i december 1990. Tidningen Den gjorde sig känd för sin hårdföra kritik mot reformpolitiken i Sovjetunionen/Ryssland under Michail Gorbatjov och Boris Jeltsins styre. I samband med den ryska konstitutionella krisen i september-oktober 1993, då president Jeltsin utfärdade ett dekret om att upplösa Högsta sovjet, förbjöds tidningen av det ryska justitiedepartementet sedan den bland annat anklagat Jeltsin för brott mot den ryska konstitutionen. I november samma år grundade Prochanov istället Zavtra.
Zavtra stödde från mitten av 1990-talet Ryska federationens kommunistiska parti. 2005 övergick tidningen till att istället stödja det vänsternationalistiska partiet Rodina.
Tidningen har vid flera tillfällen publicerat texter som anses ha gett uttryck för antisemitism.